# Hache-P
 (novembre 2024).
La mise en forme du texte ne suit pas les recommandations de Wikipédia : il faut le « wikifier ».
Les points d'amélioration suivants sont les cas les plus fréquents :
- Les titres sont pré-formatés par le logiciel. Ils ne sont ni en capitales, ni en gras.
- Le texte ne doit pas être écrit en capitales (les noms de famille non plus), ni en gras, ni en italique, ni en « petit »…
- Le gras n'est utilisé que pour surligner le titre de l'article dans l'introduction, une seule fois.
- L'italique est rarement utilisé : mots en langue étrangère, titres d'œuvres, noms de bateaux, etc.
- Les citations ne sont pas en italique mais en corps de texte normal. Elles sont entourées par des guillemets français : « et ».
- Les listes à puces sont à éviter, des paragraphes rédigés étant largement préférés. Les tableaux sont à réserver à la présentation de données structurées (résultats, etc.).
- Les appels de note de bas de page (petits chiffres en exposant, introduits par l'outil «  Source ») sont à placer entre la fin de phrase et le point final[comme ça].
- Les liens internes (vers d'autres articles de Wikipédia) sont à choisir avec parcimonie. Créez des liens vers des articles approfondissant le sujet. Les termes génériques sans rapport avec le sujet sont à éviter, ainsi que les répétitions de liens vers un même terme.
- Les liens externes sont à placer uniquement dans une section « Liens externes », à la fin de l'article. Ces liens sont à choisir avec parcimonie suivant les règles définies. Si un lien sert de source à l'article, son insertion dans le texte est à faire par les notes de bas de page.
- La présentation des références doit suivre les conventions bibliographiques. Il est recommandé d'utiliser les modèles {{Ouvrage}}, {{Chapitre}}, {{Article}}, {{Lien web}} et/ou {{Bibliographie}}. Le mode d'édition visuel peut mettre en forme automatiquement les références.
- Insérer une infobox (cadre d'informations à droite) n'est pas obligatoire pour parachever la mise en page.

Pour une aide détaillée, merci de consulter Aide:Wikification.
Si vous pensez que ces points ont été résolus, vous pouvez retirer ce bandeau et améliorer la mise en forme d'un autre article.
Hache-P, de son vrai nom Yomy Ange-Patrick, né le 3 septembre 1992 à La Tronche, est un rappeur, chanteur, auteur-compositeur-interprète, producteur et acteur français. D'abord membre du groupe MZ, il commence sa carrière solo en 2017.

## Biographie

### Jeunesse
D’origine ivoirienne par sa mère et sénégalo-congolaise par son père, né à La Tronche dans la banlieue de Grenoble, il a passé son enfance en Côte-d’Ivoire.
A son retour de Côte d’Ivoire, il grandit à Grenoble dans la quartier de Teisseire, puis déménage dans le 9e arrondissement de Paris dans un CHRS. Il s'installe ensuite dans le 13ème arrondissement de Paris dans le quartier Passage Bedier Chevaleret.

### Carrière

#### Débuts
Il commence à écrire ses premiers textes à 13 ans avec ses potes du quartier : Rodka, Dehmo, Jok’air, Malidor, Mc Loka, Briass, Mc Zaiko, et Boukainfry avec qui ils formeront le groupe Mafia Zeutrei en 2007 dans un premier temps puisqu’en 2013 le groupe se réduit à 4 puis à 3 rappeurs: Dehmo, Jok’air et Hache-P lui même pour devenir la MZ.

#### MZ (2007-2016)
De 2007 à 2016, ils sortiront d’abord plusieurs singles publiés sur leur Skyblog et Myspace avant de sortir deux mixtapes « Avant La Majorité » en 2010 et « Mz Music vol.1 » en 2011 auto-produites par eux mêmes et leur manager Davidson.
C’est alors qu’ils firent la connaissance Zoxea et Melopheelo du groupe « Les sages poètes de la rue » qui les épaulent et les aident à signer sur le label Arista de Sony Music en 2013 avec qui ils sortiront les mixtapes MZ Music vol.2, vol.3 et vol.3.5 produits par Ekynoxx, Jeremy Chatelain. Leur notoriété augmente grâce aux morceaux Lune de fiel ou Fonceder qui sont leurs premiers singles accumuler rapidement des millions de vues sur YouTube.
Le groupe enchainera avec leur 1er album Affaire De Famille, malgré des singles fonctionnant bien comme Je suis un menteur, Ma substance ou encore 3.5.7 l'album est un échec commercial, ne s'écoulant en première semaine qu'à 2 660 exemplaires. En août 2015, la MZ annonce la sortie d'un deuxième album courant 2016.
Après un premier single Superman qui ne connaît pas le succès escompté, le deuxième extrait Les "Princes" en featuring avec le rappeur Nekfeu est très apprécié autant par les fans plus anciens que par le grand public qui ne connaît pas forcément ce groupe. Il est le single de la MZ ayant fait le plus de vues sur YouTube, il est également le premier à être passé en radio, sur Skyrock.
Les deux singles suivant MD et Toi sur moi fonctionnent bien également et confirment un accès de la MZ au grand public.
L’album La Dictature sort le 22 avril 2016 et s’écoule à 21 889 ventes CD et streaming compris une semaine après sa sortie et enchainerons une grosse tournée.
L’album « La Dictature » s’écoulera a plus de 100 000 ventes et sera certifié disque de platine. En septembre 2016, le groupe annonce la préparation d'un troisième album nommé "La Mafia Zeutrei" (de 2007 à 2017) dont le premier extrait On Shoot sort le 30 septembre. Le 9 décembre sort le deuxième single du troisième album, il est nommé Y'a d'la dope. Le clip est supprimé par la MZ dans les heures qui suivent. Hache-P va alors annoncer sur Facebook que l'album ne sortira finalement pas, que la MZ se sépare et qu'il ne souhaite plus travailler avec Davidson.

##### Carrière solo (depuis 2017)
Hache-P commence sa carrière solo le 13 Janvier 2017 et sort son premier single solo On revient de loin  le sur la chaîne YouTube de Daymolition. Son titre dépasse assez rapidement le million de vues, puis sort sa première mixtape Le Before le 8 Décembre 2017 en indépendant puisqu’il crée son label CHAP CHAP RECORDS. Sa deuxième mixtape Rocknroll sortira le 19 avril 2019 contenant notamment des featurings avec Black M, Lartiste, Seth Gueko, Chily, Jeci jess et son acolyte de toujours Dehmo ancien membre de la MZ.
Dans la même année, il jouera un rôle dans le film Paradise Beach de Xavier durringer resté plusieurs semaines n°1 sur Netflix et signe sur son label CHAP CHAP RECORDS Chily une étoile montante du rap français.
En 2021, il signe en distribution chez le label All Points et sort sa troisième mixtape Le Big le 15 octobre 2021 contenant notamment des featurings avec Gazo, Doums, Dehmo.
Il sort ensuite une 4ème mixtape Gros Gamin le 30 septembre 2022 contenant notamment des featurings avec Tayc, Chily, Himra, Barack Adama.
Il sort un Ep Auto en commun avec son ingé-son beatmaker Kezo contenant notamment des featurings avec Lujipeka, Edge, Doums et Dehmo.

## Discographie

### Mixtapes et EP
- 2017 : Le Before
- 2019 : Rocknroll
- 2021 : Le Big
- 2022 : Gros Gamin
- 2024 : Auto

## Apparitions
- 2017 : Dehmo feat Hache-P - Johnny walker (sur la mixtape Ethologie)
- 2018 : Dehmo feat Hache-P & Marlo Flexxx - CPCBCB (sur la mixtape Métronome)
- 2018 : Lartiste feat Hache-P - A l’ancienne (sur l’album Grandestino)
- 2019 : Dehmo feat Hache-P - Train 2 Vie (sur la mixtape Rogue)
- 2019 : Tayc feat Hache-P - Depuis (sur l’album Nyxia)
- 2021 : Aladin135 feat Dehmo & Hache-P - Ya (sur le Ep X1)
- 2021 : Gazo feat Hache-P - Cache Cou (sur la mixtape Drill FR)
- 2021 : 2zer feat Hache-P - Teteille (sur Zerzer vol.1)
- 2021 : VillaBanks feat Hache-P - Mania Del Controllo (sur l’album Filtri)
- 2021 : Ib Gaing feat Hache-P - Périphérie (sur la mixtape CRCLR mvt saison II)
- 2021 : Jul feat Mig, Hache-P, Daks, Jeune Rex, Bambi, Solda, Lebeey, Alp - Ghettoïsé (sur Le Classico Organisé)
- 2021 : Zesau feat Hache-P - Garder Larguer (Coup Classique)
- 2022 : Dehmo feat Tiakola & Hache-P - Devant le Nine (sur la mixtape Flegmatique)

## Films
- 2019 : Paradise Beach